# サミュエル・ドゥシュキン

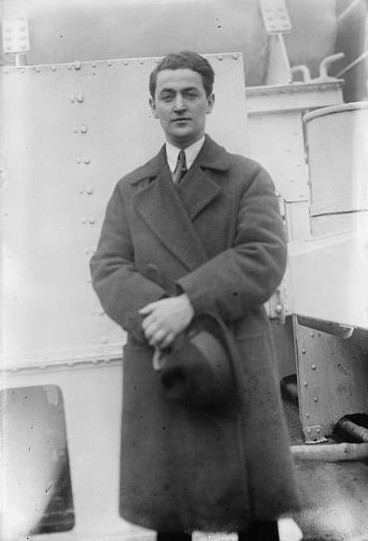
サミュエル・ドゥシュキン

サミュエル・ドゥシュキン（Samuel Dushkin, 1891年12月13日 – 1976年6月24日）はポーランド出身のアメリカ合衆国のヴァイオリニスト。
ユダヤ人であり、ポーランドのスヴァウキで生まれた。
パリ音楽院に学ぶ。ニューヨークでレオポルト・アウアーに、またフリッツ・クライスラーに師事した。
1924年にデビューし、1925年にはジョージ・ガーシュインのヴァイオリンとピアノの作品『ショート・ストーリー』を初演した。
ドゥシュキンは、イーゴリ・ストラヴィンスキーが自身の最初のヴァイオリン曲である《ヴァイオリン協奏曲 ニ調》を作曲するに際して密接に協力し、その米国初演で演奏した。
またストラヴィンスキーは、演奏旅行でドゥシュキンと共演できるように、ヴァイオリンとピアノのための《協奏的二重奏曲》を作曲した。また、《プルチネルラ》をもとに《イタリア組曲》を、《妖精の接吻》をもとに《ディヴェルティメント》を編曲したり、他の自作からヴァイオリン曲を編曲する際にもドゥシュキンが手を貸した。
ドゥシュキンは2つのストラディヴァリウスと1つのグァルネリ・デル・ジェズー（後にピンカス・ズーカーマンが所有）と、1つのグァダニーニを所蔵していた。
ドゥシュキンはまた、《パラディスのシチリアーナ》の発見者としても言及されるが、この舞曲の音楽言語が18世紀ウィーン古典派の時代様式にそぐわないことから、現在ではウェーバーの室内楽曲を改変したものと看做されている。
ヨハン・ゲオルク・ベンダのヴァイオリン協奏曲ト長調（第2楽章「グラーヴェ」が有名）も、実際にはドゥシュキンの作ではないかと疑われている。
1976年にニューヨークで没した。

## 註
1. 1 2 3 4  Paul Krzywicki (2016). From Paderewski to Penderecki: The Polish Musician in Philadelphia. Lulu Publishing Services. p. 223. ISBN 9781483442679
2. ↑  Cozio.com
3. ↑   BENDA, F. / BENDA, J. J.: Violin Concertos in G Major, D Major and D Minor, NAXOS CDブックレットに説明あり